# Лимарівка (Марківська селищна громада)
Ли́марівка — село в Україні, у Марківській селищній громаді Старобільського району Луганської області. Населення становить 134 осіб.

## Населення

### Мова
Розподіл населення за рідною мовою за даними перепису 2001 року:
| Мова       | Кількість | Відсоток |
| ---------- | --------- | -------- |
| українська | 122       | 91.05%   |
| російська  | 12        | 8.95%    |
| Усього     | 134       | 100%     |